# Granulifusus captivus
Granulifusus captivus is een slakkensoort uit de familie van de Fasciolariidae. De wetenschappelijke naam van de soort is voor het eerst geldig gepubliceerd in 1889 door E. A. Smith.